# Morgan Davies
Pour les articles homonymes, voir Davies.
Morgan Davies, né le 27 novembre 2001 en Australie, est un acteur australien.

## Biographie
Morgan Davies fait ses débuts à l'écran à sept ans face à Charlotte Gainsbourg dans le long métrage franco-australien L'Arbre ; le film a été présenté en première lors de la soirée de clôture du Festival de Cannes et a valu à Morgan Davies des critiques élogieuses. Sa performance a été récompensée par le "Film Critic Circle Award" de la meilleure actrice dans un second rôle et des nominations AFI dans les catégories de la meilleure actrice principale et du meilleur jeune acteur.
Davies fait son coming out d'homme transgenre en 2020 ; il choisit alors de modifier son prénom passant de Morgana à Morgan. À partir de cette date, il est crédité avec le prénom Morgan.
En 2023, il joue le rôle de Danny, l'aîné des enfants dans le film Evil Dead Rise.

## Filmographie

### Au cinéma
- 2008 : Green Fire Envy : Brittany
- 2010 : L'Arbre (The Tree) : Simone
- 2011 : Le Chasseur (The Hunter) : Sass
- 2012 : Julian : Cassandra
- 2013 : Growing Up : Carey
- 2014 : Kharisma : Kharisma
- 2014 : Breath : Samantha
- 2015 : Hench : Scatter Shot
- 2019 : Storm Boy : Madeline
- 2023 : Evil Dead Rise : Danny

Prochainement
- The Boyfriend Game : Tomika

### À la télévision
- 2011 : Terra Nova : Leah Marcos (saison 1 - épisodes 5 et 9)
- 2014 : Devil's Playground (en) : Bridie Allen (saison 1)
- 2017 : The Girlfriend Experience : Kayla Fairchild (saison 2 - épisodes 4, 6 et 7)
- 2023 : One Piece (série TV) : Kobby